# Pycnonotus plumosus
El bulbul aliverde (Pycnonotus plumosus) es una especie de ave paseriforme de la familia Pycnonotidae propia del sudeste asiático.

## Distribución y hábitat

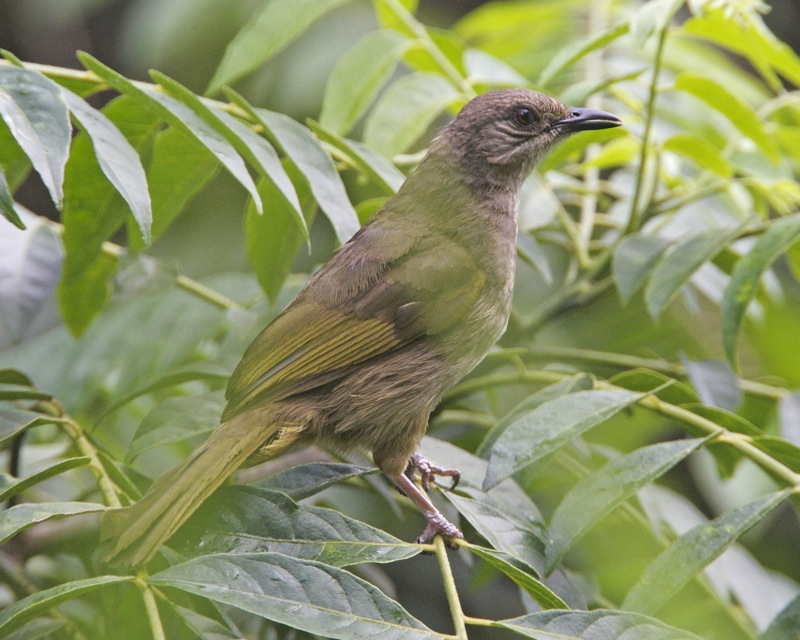
Ejemplar en Singapur.

Se encuentra en la península malaya, Sumatra, Borneo, Java, Bali y otras islas menores circundantes. Su hábitat natural son los bosques húmedos tropicales.

## Taxonomía
El bulbul aliverde fue descrito científicamente por el zoólogo inglés Edward Blyth en 1845.
Actualmente se reconocen cuatro subespecie:
- P. f. porphyreus - Oberholser, 1912: Se encuentra en el oeste de  Sumatra y las islas aledañas;
- P. f. plumosus - Blyth, 1845: se extiende por la península malaya, el este de Sumatra, Java, Bali y Borneo occidental y meridional;
- P. f. hutzi - Stresemann, 1938: ocupa el norte y este de Borneo;
- P. f. hachisukae - Deignan, 1952: localizado en las islas al norte de Borneo.

Hasta 2010 se consideraba que el bulbul penitente era una subespecie de bulbul aliverde.